# Erika Grassi
Erika Grassi (... – 31 marzo 2020) è stata una cantante italiana, interprete della canzone dialettale romana.

## Biografia
Erika Grassi fu un'interprete della canzone romana. In particolare, il suo genere preferito erano le canzoni della mala, di cui ha inciso due album. Uno di essi - Roma de Trastevere - è il terzo di una raccolta in tre volumi: il primo interpretato da Gabriella Ferri e il secondo da Alvaro Amici.
Tra i suoi singoli più noti, il Valzer della toppa, su testo di Pier Paolo Pasolini.
Su musica di Riz Ortolani incise anche la canzone La verità, sigla di Quer pasticciaccio brutto de via Merulana, miniserie TV in quattro puntate del 1986 diretta da Piero Schivazappa, tratta dall'omonimo romanzo di Carlo Emilio Gadda.
Nel 1993 fece un'apparizione nel format per le TV regionali MilleVoci, interpretando i brani tradizionali Barcarolo romano e Casetta de Trastevere.
Trasferitasi in Costa Rica nel primo decennio di questo secolo, vi è morta il 31 marzo 2020.

## Discografia

### 33 giri
- 1973 – Roma de Trastevere
- 1977 – Canzoni romanesche della mala

### 45 giri
- 1976 – Valzer della toppa/Lo scippo
- 1978 – Si cerchi rogna/Mortango
- 1983 – La verità/Quer pasticciaccio brutto de via Merulana (con Riz Ortolani e la sua orchestra).